# Войводина (хоккейный клуб)
Хоккейный клуб «Воеводина» (серб. Хокејашки клуб Војводина) — сербский хоккейный клуб из города Нови-Сад. Основан в 1957 году, выступает в Сербской хоккейной лиге, с 2017 — также в Международной хоккейной лиге. Бессменный чемпион Сербии с 1998 по 2004 годы. Домашние игры проводит в спортцентре СПЕНС.

## Титулы
- Чемпион Сербии: 1998, 1999, 2000, 2001, 2002, 2003, 2004
- Чемпион Паннонской лиги: 2009.